# Межеевский, Адриан
А́дриан Межее́вский (пол. Adrian Mierzejewski; 6 ноября 1986, Ольштын) — польский футболист, полузащитник. Выступал в сборной Польши.

## Карьера

### Клубная
Воспитанник футбольной школы клуба «Наки» из Ольштына, первый тренер — Анджей Накильский. Весной 2003 года пробился в основной состав клуба, с которым выступал до конца сезона, зимой 2004 года перешёл в плоцкую «Вислу», с которой в сезоне 2005/06 выиграл Кубок Польши. Зимой 2007 года перешёл в сосновецкое «Заглембе», однако по окончании сезона вернулся в Плоцк. 22 декабря 2008 заключил трёхлетний контракт со столичной «Полонией», а 5 декабря 2010 как игрок варшавского клуба стал обладателем приза «Лучший игрок Лиги 2010» по версии издания «Piłka Nożna».
С июня 2011 года выступает за турецкий клуб «Трабзонспор», куда перешёл за сумму в 5,25 миллионов евро. Этот трансфер стал самым дорогим в истории Польской Экстраклассы: до этого момента самым дорогим игроком, уходившим из Экстраклассы, был Роберт Левандовский, который стоил 4,5 млн евро. В списке самых дорогих польских футболистов Адриан занимает второе место, уступая только Ежи Дудеку (7,1 млн евро).

### В сборной
Провёл 20 игр за сборную Польши. Первый матч состоялся 1 марта 2010 против Болгарии: Адриан заменил Лукаша Пищека. Первый гол он забил 5 июня 2011 в ворота Аргентины и принёс победу со счётом 2:1.